# Onorio Busnelli
Onorio Busnelli (Dalmine, 28 marzo 1927) è un ex calciatore italiano, di ruolo attaccante.

## Carriera
Giocatore nel ruolo di interno, cresce nell'Atalanta. Ceduto nel 1946 al Piombino, tornò a Bergamo l'anno successivo e dopo aver esordito in Serie A, esattamente il 23 novembre 1947 contro la Salernitana, gioca in tre anni 51 partite nella massima serie e segna 9 reti. Ceduto al Fanfulla nel 1950, giocherà con i lodigiani 71 partite in Serie B mettendo a segno 19 reti.
Torna a giocare in Serie A nel 1952 con la SPAL di Paolo Mazza: qui resterà tre stagioni, giocando 57 gare e segnando 3 reti su calcio di rigore.
Passò poi al Palermo che l'anno prima proprio la SPAL di Busnelli aveva condannato alla retrocessione con le reti di Giorgio Bernardin e Rinaldo Olivieri nello spareggio di Roma del 1954. Ritornati i rosanero in Serie A, Busnelli restò ancora un anno in Sicilia per poi chiudere la carriera nelle categorie inferiori in squadre della provincia di Bergamo alla fine degli anni cinquanta.
In carriera ha totalizzato complessivamente 112 presenze e 12 reti in Serie A e 96 presenze e 19 reti in Serie B.

## Palmarès

### Club

#### Competizioni nazionali
- Serie C: 1

Piombino: 1946-1947